# Templo Putuo Zongcheng

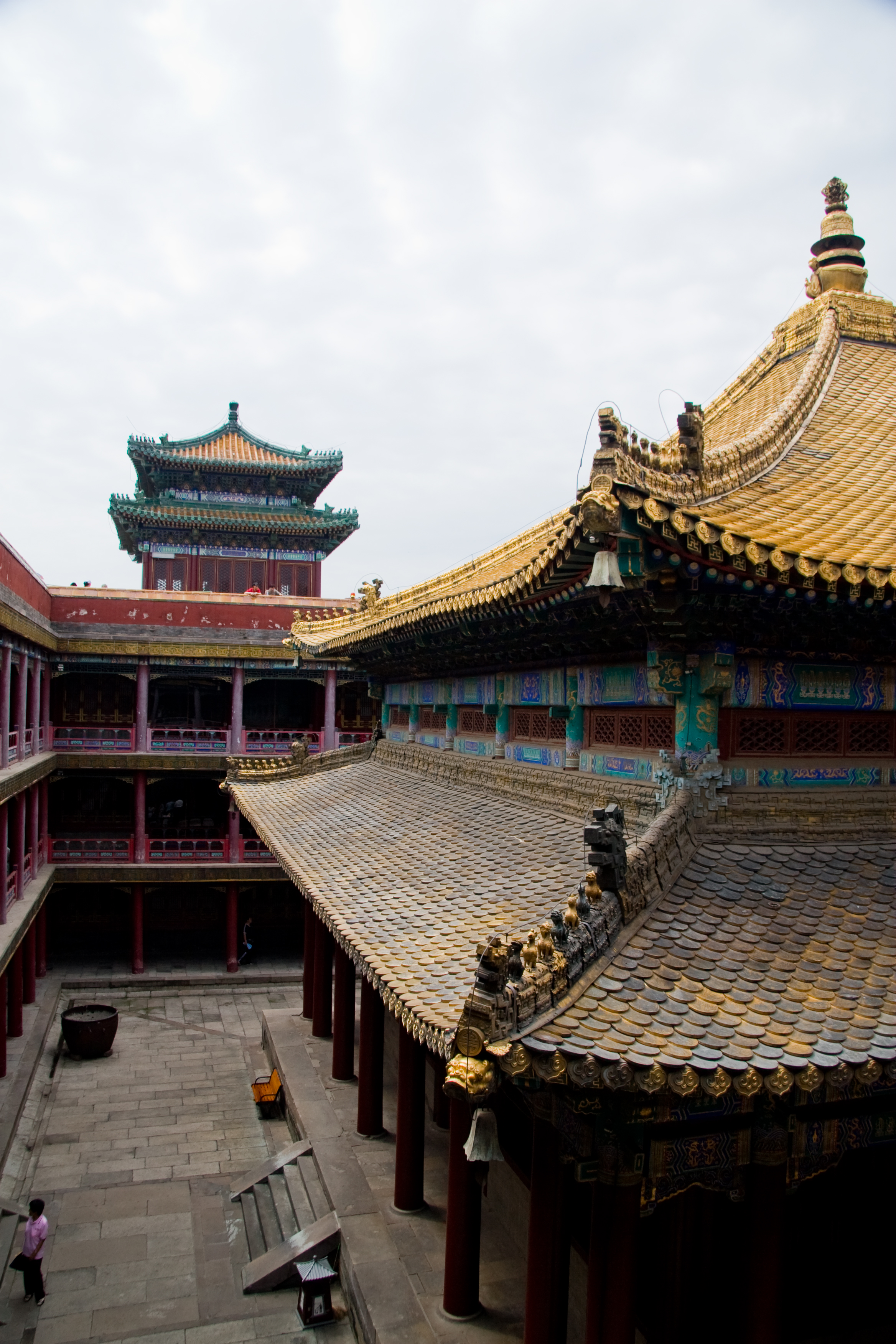
Vista do espaço interno do edifício Cihangpudu, o salão principal do templo, coroada com pavilhões chineses e centrado em torno de um salão com um telhado de ouro (ver galeria de imagens abaixo).

O Templo Putuo Zongcheng (chinês: 普陀宗乘之庙, pinyin: Pǔtuó Zōngchéng zhī miào) situado em Chengde, na província de Hebei, China, é um monastério budista edificado entre 1767 e 1771 durante a Dinastia Qing, no reinado do Imperador Qianlong (1735-1796). Localizado perto da Residência de Montanha e Templos Vizinhos em Chengde, a sul de Putuo Zongcheng, o templo é um dos oito templos externos da cidade. Este complexo foi construído segundo o modelo do Palácio de Potala, antigo santuário de Dalai Lama no Tibete, o que representa a fusão dos estilos arquitectónicos chineses e tibetanos. Todo o complexo cobre uma área de 220 000 metros quadrados (2.400.000 sq ft) o que o torna num dos maiores templos da China. Muitos dos salões e pavilhões foram adornados com telhados de cobre e ouro, somando-se ao esplendor do sítio.

## História
O Templo Putuo Zongcheng faz parte dos "Eight Outer Temples" situados em Chengde, compondo parte da Lista do Património Mundial, em conjunto com a Residência de Montanha. Esses templos foram dirigidos pelo departamento administrativo dos assuntos de minorias etnicas, Lifan Yuan, tal como os mongóis e tibetanos, daí as diferentes combinações de estilos arquitectónicos presentes neste "Eight Outer Temples" ("Oito Templos Exteriores") de Chengde.
O templo foi originalmente dedicado a Qianlong, para comemorar o seu aniversário, assim como prover Hebei com um templo de igual tamanho e esplendor como o tibetano Palácio Potala. Para além do Templo Putuo Zongcheng servir funções religiosas e festivais budistas, o templo era o lugar onde o imperador recebia as delegações de diferentes etnias que viviam no seu império. Em contraste com a agitação de Pequim, a capital, Putuo Zongcheng era um lugar tranquilo, que servia também para organizar festas de caça ao imperador e seus convidados.
Desde 1994, a Residência de Montanha de Chengde e os "Oito Templos Exteriores" (incluindo o Templo Putuo Zongcheng) foram eleitos Património Mundial pela UNESCO. Hoje em dia, o templo continua a ser um sítio turístico e local de festividades.

## Galeria

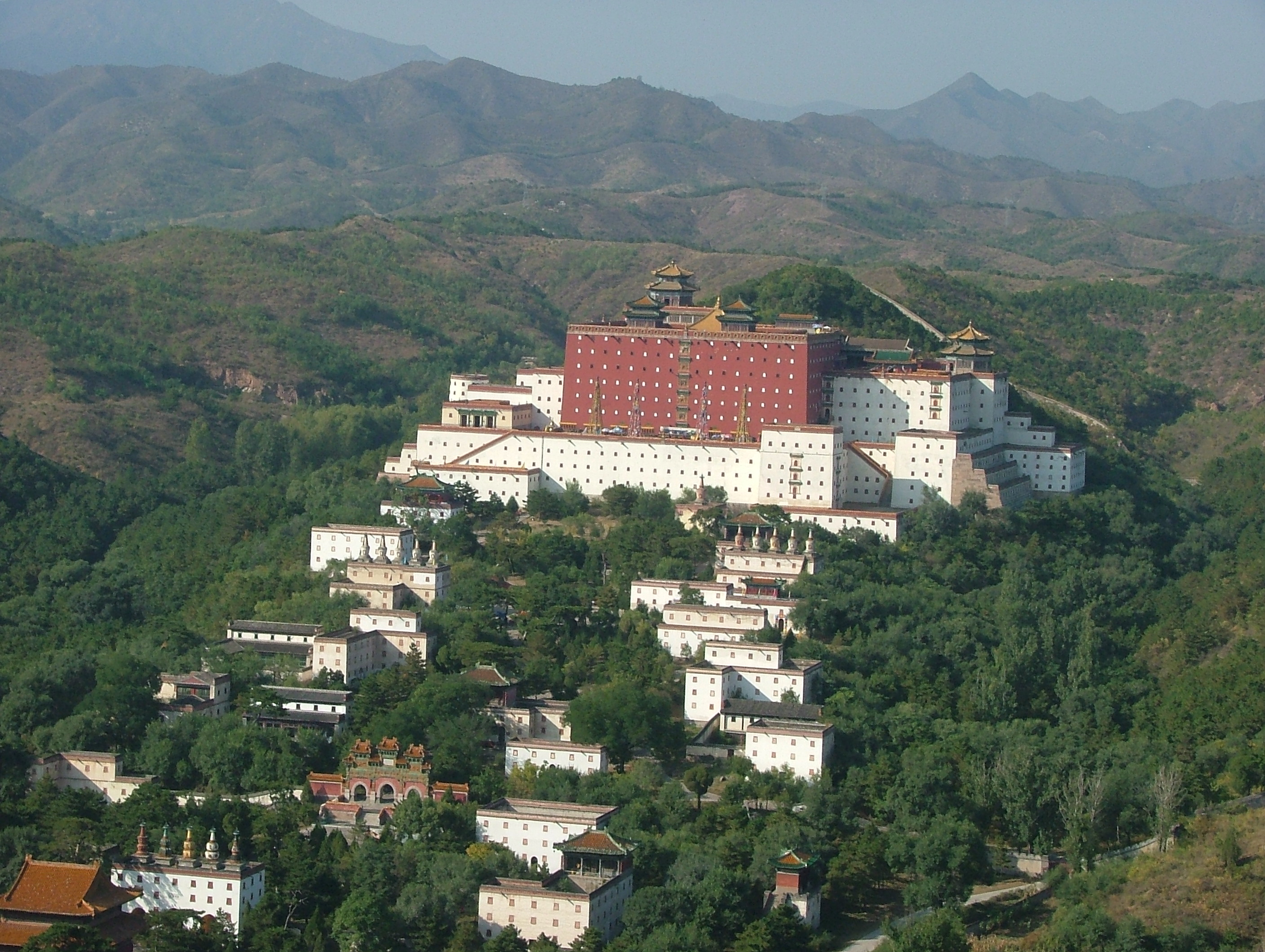
Vista aérea
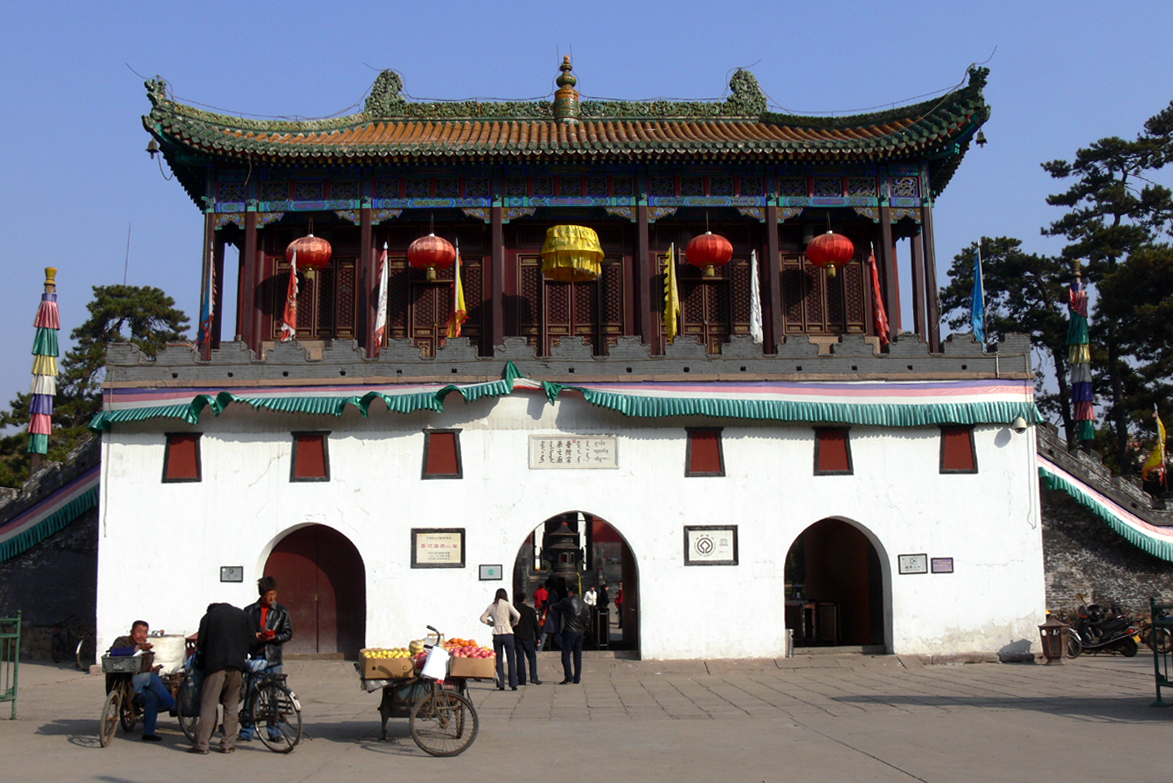
Entrada do complexo
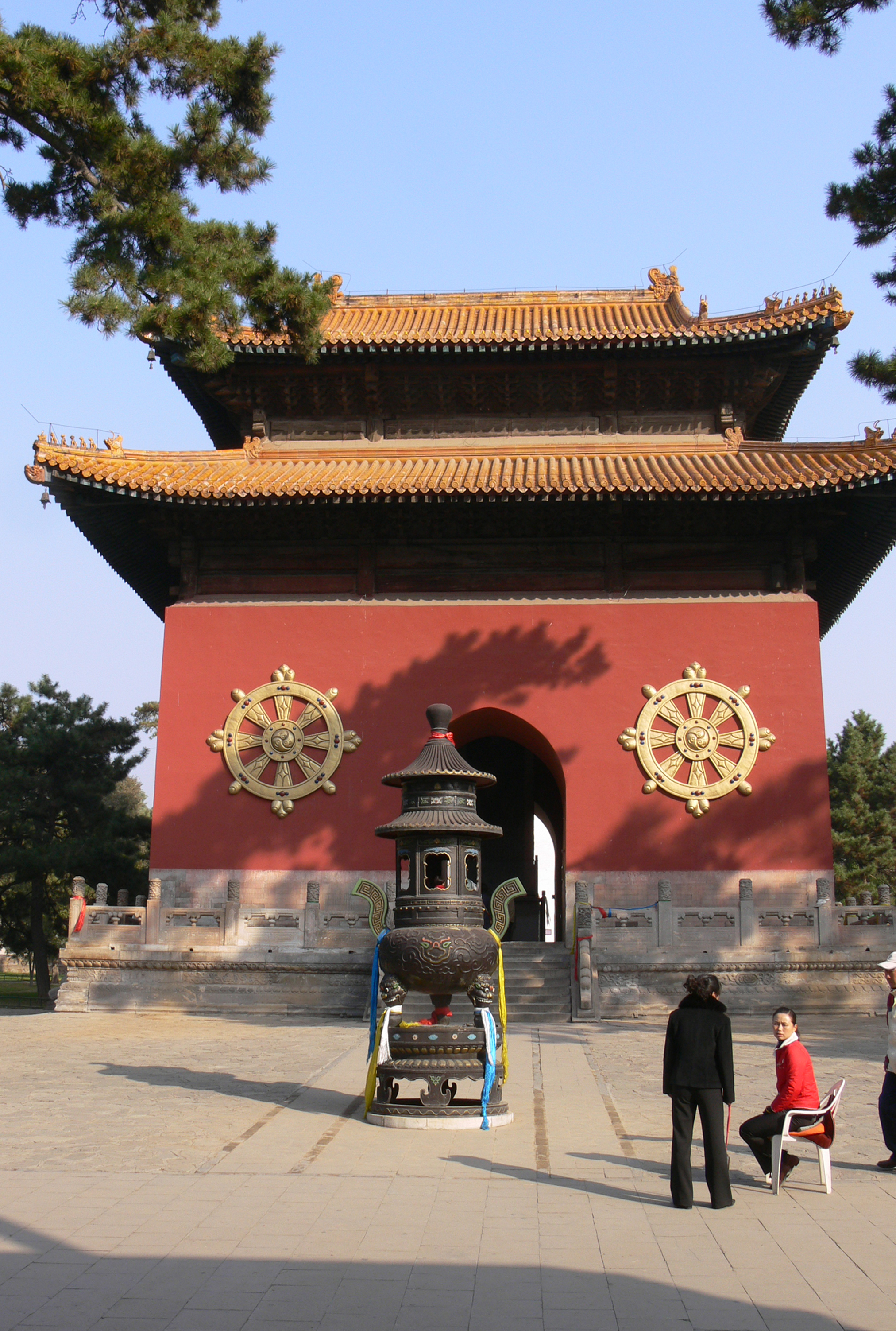
Pavilhão Qianlong, localizado atrás do portão de entrada
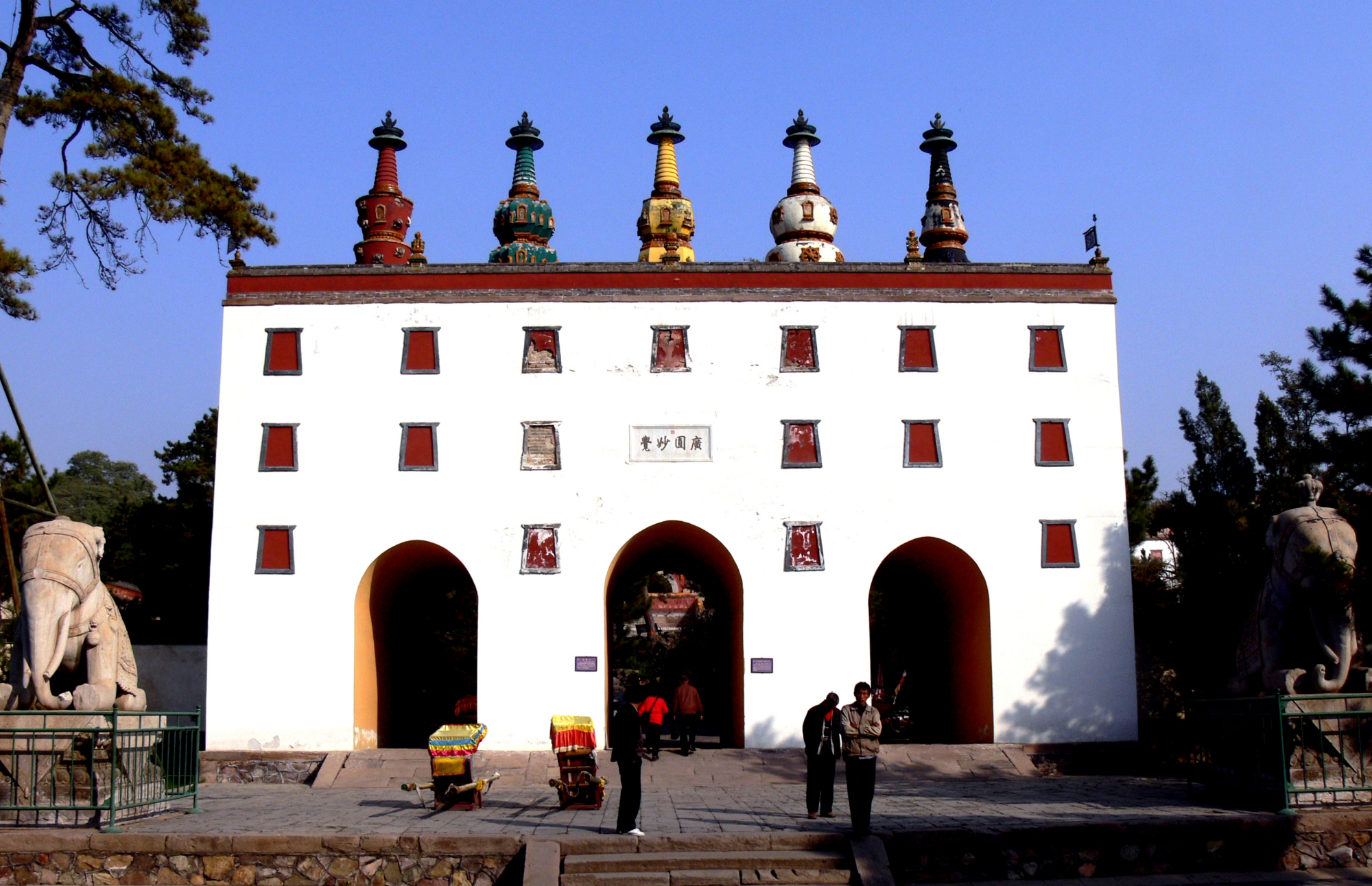
Portão dos Cinco Pagodes, situado atrás do Pavilhão Qianlong
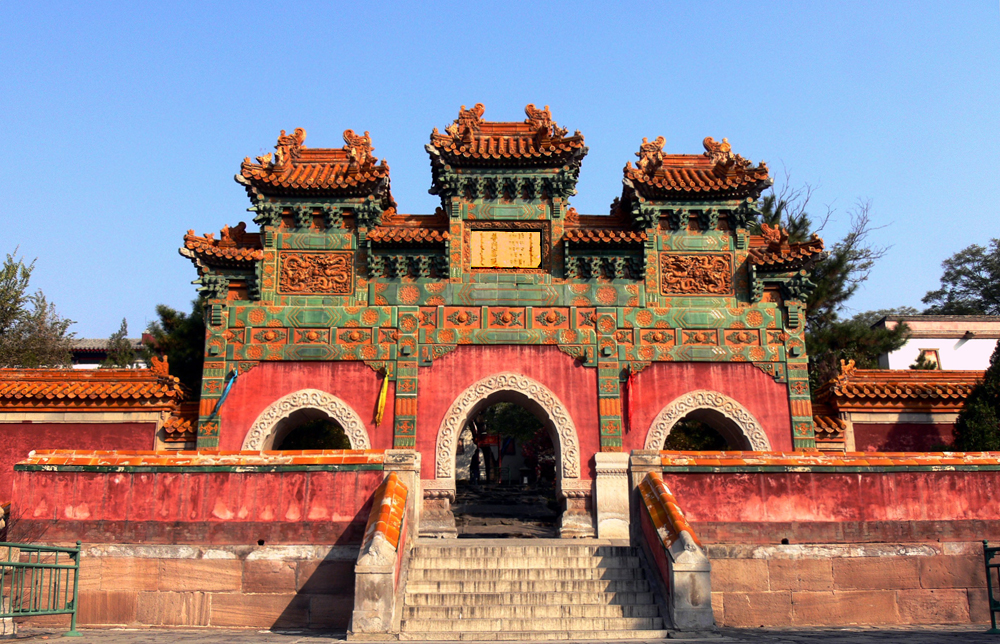
Portão de entrada com telhas multi-coloridas, localizado atrás do Portão dos Cinco Pagodes
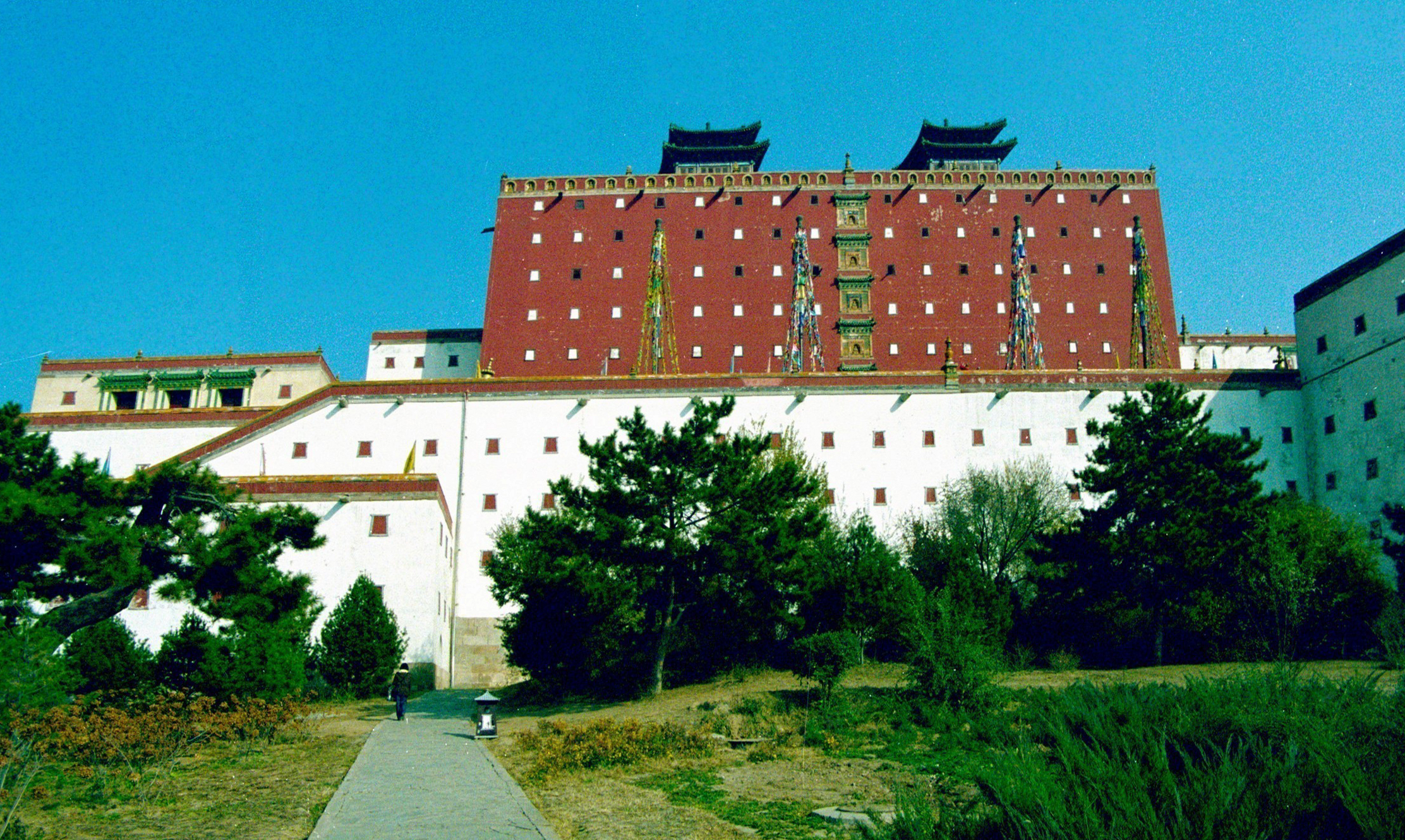
Salão Principal do templo, temple, em torno do Salão Wanfaguiyi Hall no seu centro
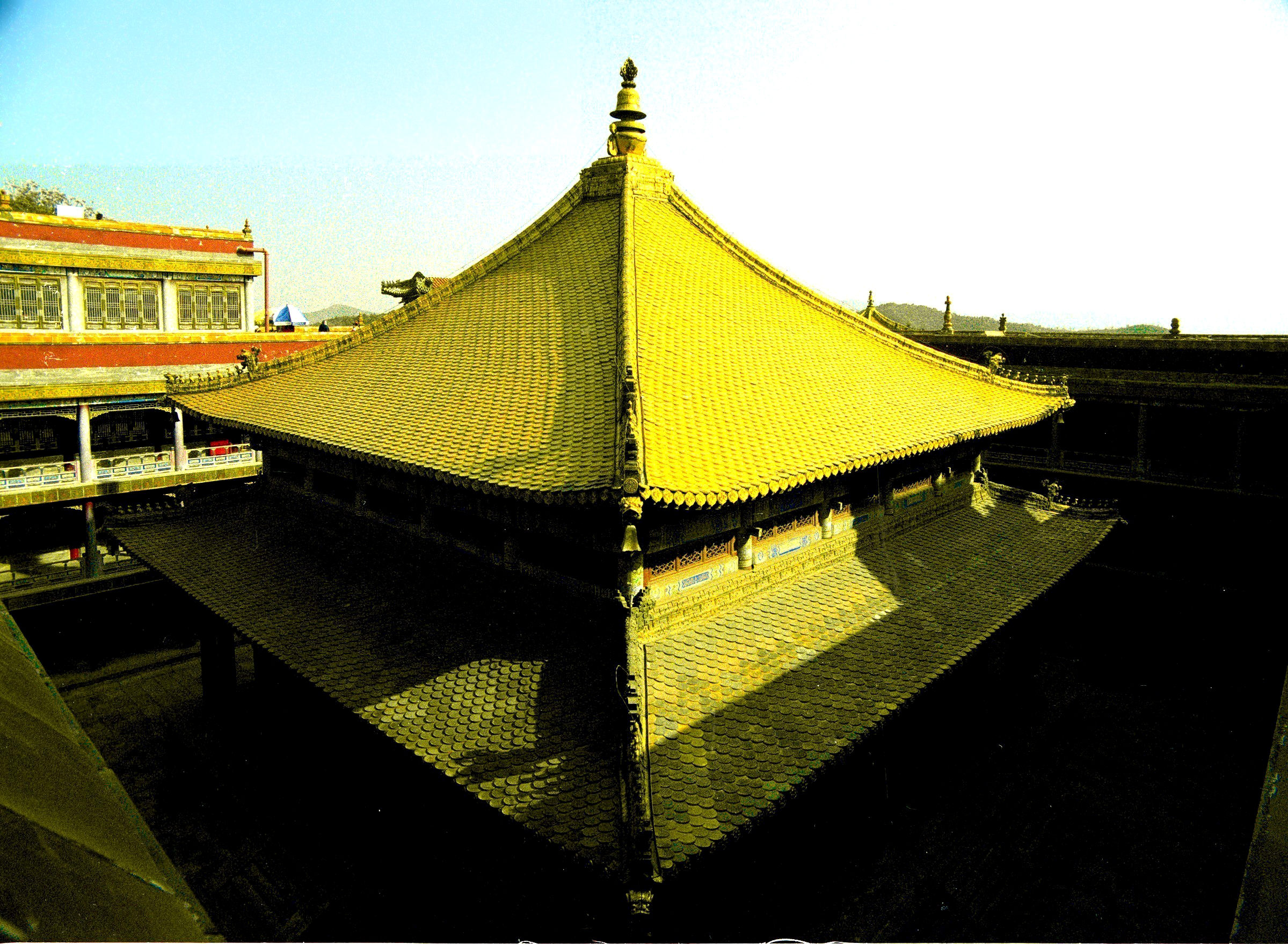
Telhado de ouro do Salão Wanfaguiyi
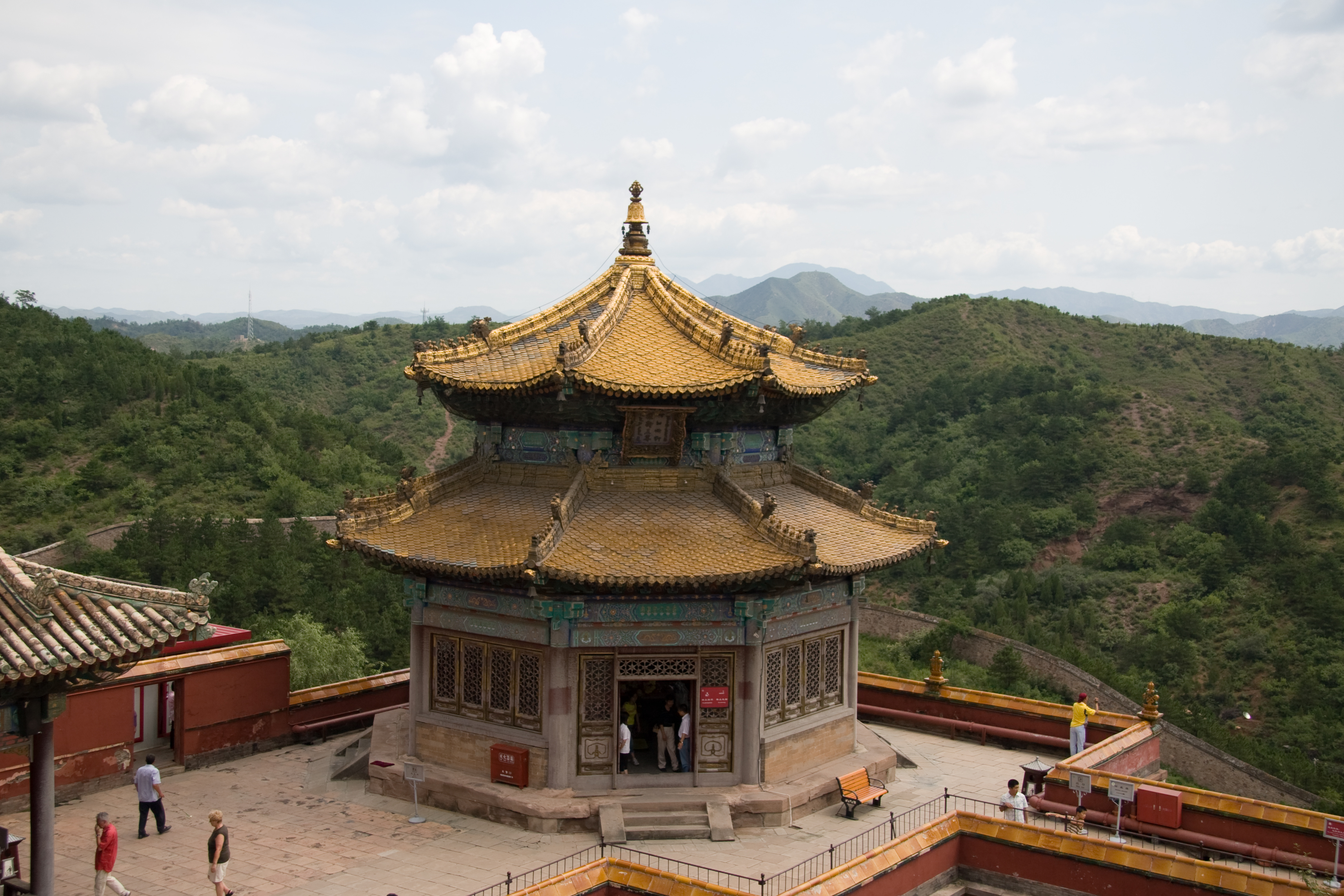
Nicho do Salão Wanfaguiyi
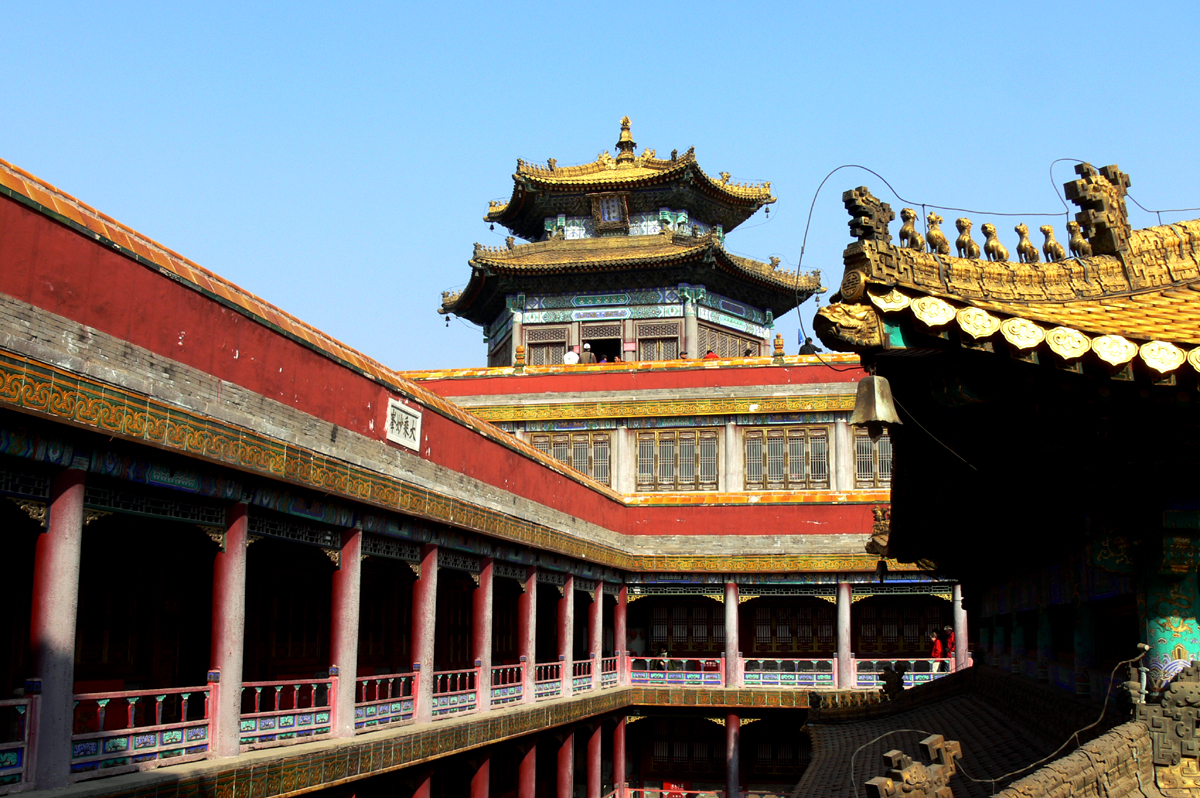
Cihangpudu com o Salão Wanfaguiyi
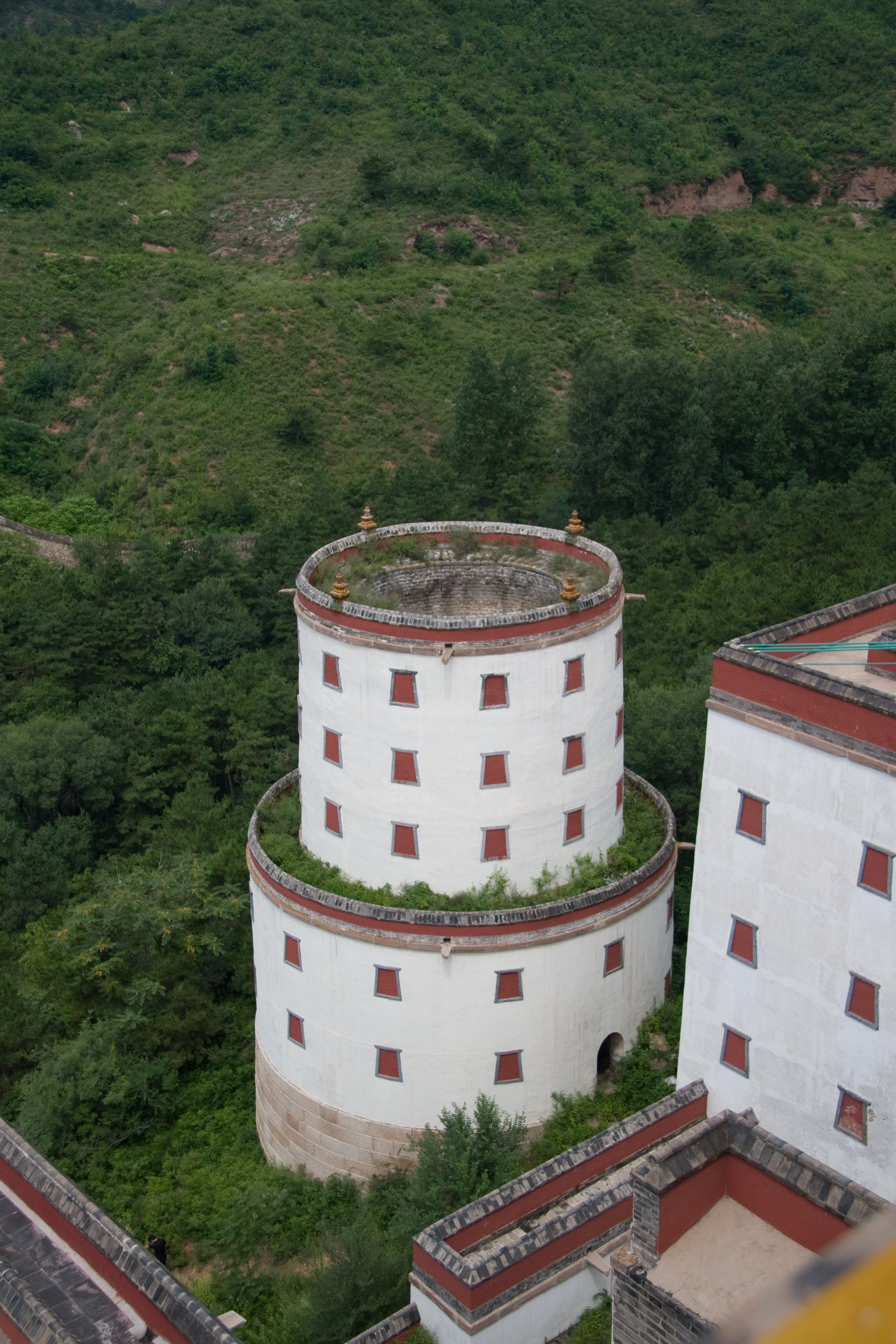
Torre cilindrica.